# Сільвія Наварро (гандболістка)
Сільвія Наварро  (ісп. Silvia Navarro, 20 березня 1979) — іспанська гандболістка, олімпійська медалістка.

## Виступи на Олімпіадах
| Олімпіада   | Дисципліна | Місце |
| ----------- | ---------- | ----- |
| Лондон 2012 | гандбол    | 3     |